# Lepés Gábor
Lepés Gábor „Lepe” (1969. május 3. –) magyar zenész, szintetizátoros, billentyűs, gitáros, zeneszerző, a Balkán Fanatik alapító tagja és zenésze, Kovács Ákos zenekarának tagja, turnézenésze és háttérvokalistája/billentyűse.
A Balkán Fanatik rengeteg dalának létrehozásában és előadásában jeleskedett, Ákos karrierjénél pedig hozzá köthetőek az Igazán vagy az Ébredj mellettem az újabbak közül (többször Hauber Zsolt billentyűs segédszintetizátorosaként), míg régebbről az Előkelő idegen. Fellépett 2012-ben a Szigeten, 2014 decemberében a dupla arénakoncerten, valamint 2015-ben a VOLT soproni fesztiválon is, Hauber és Ákos mellett Bánfalvi Sándor dobossal együtt.